# Fußball-Europameisterschaft 2021/Portugal
Dieser Artikel behandelt die portugiesische Nationalmannschaft bei der paneuropäischen Fußball-Europameisterschaft 2021. Für die portugiesische Mannschaft ist es die achte Teilnahme. Erstmals nimmt Portugal, das seit 1996 Dauergast bei der EM-Endrunde ist, als Titelverteidiger teil, musste sich aber wie die Titelverteidiger zuvor ebenfalls qualifizieren.

## Qualifikation
Da Portugal als einer der Gruppensieger der Liga A der UEFA Nations League 2018/19 für die im Juni 2019 ausgetragene Endrunde qualifiziert war, musste die Mannschaft in der Qualifikation nur gegen vier Mannschaften antreten. Zugelost wurden der portugiesischen Mannschaft die Ukraine, Serbien, Litauen und Luxemburg.
Insgesamt setzte Nationaltrainer Fernando Santos, der die Mannschaft bei der letzten EM zu ihrem ersten Titel geführt hatte, 26 Spieler ein von denen nur Kapitän Cristiano Ronaldo, Rúben Dias, Bernardo Silva und Torhüter Rui Patrício alle acht Spiele mitmachten. Sieben Einsätze hatte Raphaël Guerreiro. Ihren ersten Länderspieleinsatz hatten Dyego Sousa im ersten Qualifikationsspiel, als er in der 73. Minute eingewechselt wurde und Diogo Jota im vorletzten Qualifikationsspiel. Weitere Debütanten kamen nicht zum Einsatz. João Félix hatte aber in der Endrunde der UEFA Nations League sein Debüt gegeben und kam in den nächsten vier Qualifikationsspielen zum Einsatz.
Bester Torschütze mit elf Toren – der Hälfte der portugiesischen Qualifikationstore – war wieder Cristiano Ronaldo, der seine Gesamttorausbeute auf 99 erhöhte und zusammen mit dem Israeli Eran Zahavi zweitbester Torschütze der Qualifikation war. Sein erstes Länderspieltor erzielte Gonçalo Paciência, der zwei Jahre nach seinem ersten Länderspiel in seinem zweiten Länderspiel beim 6:0 gegen Litauen das zwischenzeitliche 4:0 erzielte. Insgesamt erzielten acht Spieler 22 Qualifikationstore.
Portugal startete mit einem torlosen Remis gegen die Ukraine in die Qualifikation und erreichten auch im zweiten Heimspiel gegen Serbien nur ein 1:1. Im Juni gewannen sie die UEFA Nations League 2018/19. Danach gewannen sie zwar drei Qualifikationsspiele, verloren am 14. Oktober aber in der Ukraine mit 1:2, wodurch sich die Ukraine den Gruppensieg und damit die direkte Qualifikation sicherte. Durch Siege in den beiden letzten Spielen konnten sich die Portugiesen dann aber als Gruppenzweiter noch direkt qualifizieren. Für die Auslosung reichte es aber nur für Topf 3, so dass schwere Gegner zu erwarten waren.

### Spiele
| Datum      | Spielort        | Gegner    | Ergebnis  | Torschützen |
| ---------- | --------------- | --------- | --------- | --- |
| 22.03.2019 | Lissabon        | Ukraine   | 0:0       | |
| 25.03.2019 | Lissabon        | Serbien   | 1:1 (1:1) | Dušan Tadić (7./Elfm.), Danilo Pereira (42.) |
| 07.09.2019 | Belgrad         | Serbien   | 4:2 (1:0) | William Carvalho (42.), Gonçalo Guedes (58.), Nikola Milenković (68.), Cristiano Ronaldo (80.), Aleksandar Mitrović (85.), Bernardo Silva (86.) |
| 10.09.2019 | Vilnius         | Litauen   | 5:1 (1:1) | Cristiano Ronaldo (7./Elfm., 62., 65., 76.), Vytautas Andriuškevičius (28.), William Carvalho (90.+2)                                           |
| 11.10.2019 | Lissabon        | Luxemburg | 3:0 (1:0) | Bernardo Silva (16.), Cristiano Ronaldo (65.), Gonçalo Guedes (89.)                                                                             |
| 14.10.2019 | Kiew            | Ukraine   | 1:2 (0:2) | Roman Jaremtschuk (7.), Andrij Jarmolenko (26.), Cristiano Ronaldo (72./Elfm.)                                                                  |
| 14.11.2019 | Faro/Loulé      | Litauen   | 6:0 (2:0) | Cristiano Ronaldo (7./Elfm., 22., 65.), Pizzi (52.), Gonçalo Paciência (56.), Bernardo Silva (63.)                                              |
| 17.11.2019 | Luxemburg-Stadt | Luxemburg | 2:0 (1:0) | Bruno Fernandes (39.), Cristiano Ronaldo (86.)                                                                                                  |

### Abschlusstabelle
| Pl. | Land      | Sp. | S | U | N | Tore    | Diff. | Punkte |
| --- | --------- | --- | - | - | - | ------- | ----- | ------ |
| 1.  | Ukraine   | 8   | 6 | 2 | 0 | 017:400 | +13   | 20     |
| 2.  | Portugal  | 8   | 5 | 2 | 1 | 022:600 | +16   | 17     |
| 3.  | Serbien   | 8   | 4 | 2 | 2 | 017:170 | ±0    | 14     |
| 4.  | Luxemburg | 8   | 1 | 1 | 6 | 007:160 | −9    | 04     |
| 5.  | Litauen   | 8   | 0 | 1 | 7 | 005:250 | −20   | 01     |

## Vorbereitung
Unmittelbar vor der Endrunde wollten die Portugiesen am 5. Juni 2020 in Madrid gegen den Nachbarn Spanien spielen. Wegen der COVID-19-Pandemie wurde das Spiel ebenso wie für März und Mai 2020 geplante Spiele gegen Belgien, Kroatien und Slowenien abgesagt. In der im Herbst 2020 ausgetragenen UEFA Nations League 2020/21 Konnten die Portugiesen beide Spiele gegen Vizeweltmeister Kroatien und Schweden gewinnen, erreichten gegen Weltmeister Frankreich aber nur ein 0:0 und ein 0:1. Zudem spielten sie noch torlos gegen Spanien und gewannen mit 7:0 gegen Andorra. In diesen Spielen kamen Domingos Duarte, Paulinho, Pedro Neto, Daniel Podence, Rúben Semedo und Francisco Trincão zu ihren Länderspieldebüts. Beim ersten Spiel gegen Schweden konnte Cristiano Ronaldo als erster Europäer sein 100. Länderspieltor erzielen.
Am 24., 27. und 30. März 2021 standen die ersten Spiele in der Qualifikation für die WM 2022 gegen Aserbaidschan (1:0), Serbien (2:2) und Luxemburg (3:1) an. Beim Spiel gegen Aserbaidschan kamen Nuno Mendes und João Palhinha zu ihren ersten Länderspieleinsätzen.
Am 4. und 9. Juni spielten die Portugiesen in Madrid gegen EM-Teilnehmer Spanien (0:0) bzw. in Lissabon gegen Israel (4:0), das sich nicht für die EM-Endrunde qualifizieren konnte.
Zur EM 2021 bezog die Nationalmannschaft ein Hotel in Budapest.

## Kader
Der Kader für die Endrunde, der wegen der anhaltenden COVID-19-Pandemie diesmal aus 26 Spielern bestehen darf, wurde am 20. Mai 2021 bekannt gegeben. Nachdem João Cancelo vor dem ersten EM-Spiel positiv auf COVID-19 getestet worden war, wurde Diogo Dalot für ihn nachnominiert.
| Trikot- Nr. | Name               | Verein                  | Geburts- datum | Länderspiel- einsätze | Länderspiel- tore | Debüt      | Letzter Einsatz | vorherige EM-Spiele, -Tore    | Anzahl der Spiele | Tor      | Rote Karte | Gelb-Rote Karte | Gelbe Karte |
| Torhüter    | Torhüter           | Torhüter                | Torhüter       | Torhüter              | Torhüter          | Torhüter   | Torhüter        | Torhüter                      | Torhüter          | Torhüter | Torhüter   | Torhüter        | Torhüter    |
| ----------- | ------------------ | ----------------------- | -------------- | --------------------- | ----------------- | ---------- | --------------- | ----------------------------- | ----------------- | -------- | ---------- | --------------- | ----------- |
| 1           | Rui Patrício       | Wolverhampton Wanderers | 15.02.1988     | 93                    | 0                 | 17.11.2010 | 04.06.2021      | 12 (2012, 2016)               | 4                 |          |            |                 |             |
| 12          | Anthony Lopes      | Olympique Lyon          | 01.10.1990     | 13                    | 0                 | 31.03.2015 | 30.03.2021      | 0 (2016)                      |                   |          |            |                 |             |
| 22          | Rui Silva          | FC Granada              | 07.02.1994     | 1                     | 0                 | 09.06.2021 | 09.06.2021      |                               |                   |          |            |                 |             |
| Abwehr      |                    |                         |                |                       |                   |            |                 |                               |                   |          |            |                 |             |
| 2           | Nélson Semedo      | Wolverhampton Wanderers | 16.11.1993     | 18                    | 0                 | 11.10.2015 | 04.06.2021      |                               | 3                 |          |            |                 |             |
| 3           | Pepe               | FC Porto                | 26.02.1983     | 115                   | 7                 | 21.11.2007 | 09.06.2021      | 15,2 (2008, 2012, 2016)       | 4                 |          |            |                 | Gelbe Karte |
| 4           | Rúben Dias         | Manchester CityM        | 14.05.1997     | 28                    | 2                 | 28.05.2018 | 09.06.2021      |                               | 4                 |          |            |                 | Gelbe Karte |
| 5           | Raphaël Guerreiro  | Borussia DortmundP      | 22.12.1993     | 46                    | 2                 | 14.11.2014 | 04.06.2021      | 5 (2016)                      | 4                 | 1        |            |                 |             |
| 6           | José Fonte         | OSC LilleM              | 22.12.1983     | 46                    | 0                 | 14.11.2014 | 04.06.2021      | 4 (2016)                      |                   |          |            |                 |             |
| 20          | Diogo Dalot        | AC Mailand              | 18.03.1999     | 0                     | 0                 |            |                 |                               | 2                 |          |            |                 | Gelbe Karte |
| 25          | Nuno Mendes        | Sporting LissabonM      | 19.06.2002     | 5                     | 0                 | 24.03.2021 | 09.06.2021      |                               |                   |          |            |                 |             |
| Mittelfeld  |                    |                         |                |                       |                   |            |                 |                               |                   |          |            |                 |             |
| 8           | João Moutinho      | Wolverhampton Wanderers | 08.09.1986     | 131                   | 7                 | 17.08.2005 | 09.06.2021      | 15 (2008, 2012, 2016)         | 4                 |          |            |                 |             |
| 11          | Bruno Fernandes    | Manchester United       | 08.09.1994     | 29                    | 4                 | 10.11.2017 | 09.06.2021      |                               | 4                 |          |            |                 |             |
| 13          | Danilo Pereira     | Paris Saint-GermainP    | 09.09.1991     | 47                    | 2                 | 31.03.2015 | 09.06.2021      | 5 (2016)                      | 4                 |          |            |                 |             |
| 14          | William Carvalho   | Betis Sevilla           | 07.04.1992     | 66                    | 4                 | 19.11.2013 | 09.06.2021      | 5 (2016)                      | 2                 |          |            |                 |             |
| 16          | Renato Sanches     | OSC LilleM              | 18.08.1997     | 26                    | 2                 | 25.03.2016 | 09.06.2021      | 6,1 (2016)                    | 4                 |          |            |                 |             |
| 18          | Rúben Neves        | Wolverhampton Wanderers | 13.03.1997     | 21                    | 0                 | 14.11.2015 | 09.06.2021      |                               | 1                 |          |            |                 |             |
| 24          | Sérgio Oliveira    | FC Porto                | 02.06.1992     | 11                    | 0                 | 06.09.2018 | 04.06.2021      |                               | 2                 |          |            |                 |             |
| 26          | João Palhinha      | Sporting LissabonM      | 09.07.1995     | 4                     | 1                 | 24.03.2021 | 04.06.2021      |                               | 2                 |          |            |                 | Gelbe Karte |
| Angriff     |                    |                         |                |                       |                   |            |                 |                               |                   |          |            |                 |             |
| 7           | Cristiano RonaldoT | Juventus TurinP         | 05.02.1985     | 175                   | 104               | 20.08.2003 | 09.06.2021      | 21,9 (2004, 2008, 2012, 2016) | 4                 | 5        |            |                 |             |
| 9           | André Silva        | Eintracht Frankfurt     | 06.11.1995     | 39                    | 16                | 01.09.2016 | 09.06.2021      |                               | 3                 |          |            |                 |             |
| 10          | Bernardo Silva     | Manchester CityM        | 10.08.1994     | 55                    | 7                 | 31.03.2015 | 09.06.2021      |                               | 4                 |          |            |                 |             |
| 15          | Rafa Silva         | Benfica Lissabon        | 17.05.1993     | 21                    | 0                 | 05.03.2014 | 04.06.2021      | 1 (2016)                      | 2                 |          |            |                 |             |
| 17          | Gonçalo Guedes     | FC Valencia             | 29.11.1996     | 23                    | 6                 | 14.11.2015 | 09.06.2021      |                               |                   |          |            |                 |             |
| 19          | Pedro GonçalvesT   | Sporting LissabonM      | 28.06.1998     | 2                     | 0                 | 04.06.2021 | 09.06.2021      |                               |                   |          |            |                 |             |
| 21          | Diogo Jota         | FC Liverpool            | 04.12.1996     | 14                    | 6                 | 14.11.2019 | 09.06.2021      |                               | 4                 | 1        |            |                 |             |
| 23          | João Félix         | Atlético MadridM        | 10.11.1999     | 17                    | 3                 | 05.06.2019 | 04.06.2021      |                               | 1                 |          |            |                 |             |
| Trainer     | Fernando Santos    |                         | 10.10.1954     |                       |                   |            |                 | 4 (2012), 7 (2016)            |                   |          |            |                 |             |

1. 1 2  Stand: Vor Turnierbeginn
2. ↑  Stand: Vor der EM
3. ↑  Mit Griechenland

Anmerkungen: T = Liga-Torschützenkönig 2020/21, M = Meister 2020/21, P = Pokalsieger 2020/21

## Endrunde
Für die Endrunde hatte sich auch Portugal zunächst mit dem Estádio da Luz in Lissabon oder dem Estádio do Dragão in Porto um die Austragung von Spielen beworben, dann aber zurückgezogen. Bei der Auslosung wurden die Portugiesen in die Gruppe mit Deutschland und Weltmeister Frankreich gelost, womit erstmals seit 1992 Weltmeister und Titelverteidiger in eine Gruppe gelost wurden. Zugelost wurde zudem eine Mannschaft, die sich im Herbst 2020 noch qualifizieren musste, was Ungarn gelang. Gegen Deutschland gab es bisher 18 Spiele, von denen nur drei gewonnen wurden. Demgegenüber stehen fünf Remis und zehn Niederlagen. Den letzten Sieg gab es bei der EM 2000 im letzten Spiel der Gruppenphase mit 3:0. Danach folgten vier Pflichtspielniederlagen: 1:3 im Spiel um Platz 3 bei der WM 2006, 2:3 im Viertelfinale der EM 2008, 0:1 im Gruppenspiel bei der EM 2012 und 0:4 im ersten Gruppenspiel bei der WM 2014. Auch gegen  Frankreich ist die Bilanz von 25 Spielen negativ. 18 Niederlagen stehen ein Remis und sechs Siege gegenüber, der letzte Sieg brachte aber den Titel bei der letzten EM. Zuletzt spielten beide auch in der UEFA Nations League 2020/21 gegeneinander und trennten sich einmal torlos und einmal mit einem 0:1. Gegen Ungarn gab es bisher 13 Spiele, von denen neun gewonnen wurden und vier remis endeten. Auch bei der letzten EM standen beide in einer Gruppe und das 3:3 war torreichste Spiel aller Gruppenspiele. Danach gab es zwei Siege in der Qualifikation für die WM 2018.

### Gruppenspiele
| Pl.                                                                                        | Land        | Sp. | S | U | N | Tore    | Diff. | Punkte |
| ------------------------------------------------------------------------------------------ | ----------- | --- | - | - | - | ------- | ----- | ------ |
| 1.                                                                                         | Frankreich  | 3   | 1 | 2 | 0 | 004:300 | +1    | 05     |
| 2.                                                                                         | Deutschland | 3   | 1 | 1 | 1 | 006:500 | +1    | 04     |
| 3.                                                                                         | Portugal    | 3   | 1 | 1 | 1 | 007:600 | +1    | 04     |
| 4.                                                                                         | Ungarn      | 3   | 0 | 2 | 1 | 003:600 | −3    | 02     |
| Für die Platzierung war der direkte Vergleich ausschlaggebend (Portugal – Deutschland 2:4) |             |     |   |   |   |         |       |        |

|                                        |   |             |           |
| 15. Juni 2021 um 18:00 Uhr in Budapest |   |             |           |
| Ungarn                                 | – | Portugal    | 0:3 (0:0) |
| 19. Juni 2021 um 18:00 Uhr in München  |   |             |           |
| Portugal                               | – | Deutschland | 2:4 (1:2) |
| 23. Juni 2021 um 21:00 Uhr in Budapest |   |             |           |
| Portugal                               | – | Frankreich  | 2:2 (1:1) |

### K.-o.-Runde
Als bester Gruppendritter trifft die portugiesische Mannschaft im Achtelfinale in Sevilla auf den Weltranglisten-Ersten Belgien, Sieger der Gruppe B.
|                                                              |   |          |           |
| Achtelfinale am 27. Juni 2021 um 21:00 Uhr (MESZ) in Sevilla |   |          |           |
| Belgien                                                      | – | Portugal | 1:0 (1:0) |